# Árbol del patriarcado

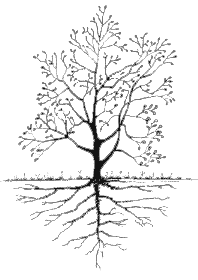
Una ilustración del árbol de patriarcado por Esther L. Danielson

El Árbol del Patriarcado es una metáfora utilizada para describir el sistema patriarcado. Fue utilizada en The Gender Knot (1997) de Allan G. Johnson, quien tomó prestada la idea de R. Roosevelt Thomas Jr. (1991). Está metáfora utiliza un árbol para ilustrar cómo el patriarcado se forma y se desempeña en la sociedad (Johnson, 2013).
Las raíces del árbol ilustran la naturaleza profundamente arraigada del patriarcado en la sociedad occidental. El patriarcado, encuentra sus raíces en los principios fundamentales de la dominación, el centrismo y el control masculino. Estos valores están arraigados profunda y firmemente en la sociedad occidental. Podemos ver el dominio masculino principalmente en el lugar de trabajo, donde se han creado barreras que impiden el desarrollo de las mujeres. Una de estas barreras es el denominado “techo de cristal”, en donde únicamente los hombres dominan los puestos altos de la escala jerárquica, ya sea de director ejecutivo o puestos gubernamentales de nivel superior.
De igual manera, existen brechas salariales, en las que los varones perciben un mayor sueldo que las mujeres al realizar el mismo trabajo. El dominio masculino no es exclusivo del ámbito laboral, está arraigado en toda nuestra sociedad. El lenguaje que usamos denota una fijación por todo lo masculino. Las dinámicas de género que experimentamos todos los días están moldeadas por un control masculino profundamente arraigado (Johnson A, The Gender Knot, 1997). Las raíces también son complejas, lo que demuestra que el patriarcado es difícil de desenredar y eliminar (Johnson, 2013).
El tronco del árbol, es una metáfora de las instituciones dentro de la sociedad que están moldeadas y, que a su vez, apoyan al patriarcado. Estas instituciones incluyen la educación, la política, las ciencias, las artes y la economía (Johnson, 2013). Estas instituciones son algo en lo que participamos todos los días. El conocimiento y el lenguaje creado dentro de estos reinos, impregna la forma en que vemos el mundo. Estas instituciones se construyen sobre las raíces del patriarcado y son responsables del reflejo de estos valores en la sociedad y su conjunto (Johnson, 2013).
Las ramas son la forma en que los individuos (representados por las hojas) interactúan con el patriarcado. Las ramas afectan nuestra vida cotidiana e incluyen comunidades, organizaciones, estructuras legales (como el matrimonio) y nuestras familias (ibídem). Cuando vamos a la escuela, aprendemos sobre una visión patriarcal del mundo. Cuando trabajamos dentro de la comunidad y las organizaciones, se espera que actuemos de cierta manera. Las hojas (los individuos) son el resultado de los sistemas de patriarcado, y son sus actividades las que sostienen todo el árbol (Johnson A, The Gender Knot, 1997).
Las hojas del árbol son pasivas y no se oponen a ser parte del árbol. Sin embargo, los humanos no son tan pasivos como las hojas. Si los individuos eligen separarse del árbol, todo el sistema perderá su poder y morirá (Johnson, 2013).
Johnson tiene cuidado de señalar que romper los vínculos entre el patriarcado y el individuo no es tan simple como puede parecer en la metáfora del árbol, simplemente desea ilustrar que alejarse conscientemente del patriarcado es solo el primer paso. Para desmantelar por completo el patriarcado, Johnson dice que tiene que ser desmantelado de raíz, donde es más complejo. Para ello, todos los que participan en la sociedad deben cuestionar sus fundamentos y los saberes que la conforman.
La metáfora del árbol no solo es útil para ilustrar el sistema patriarcal, sino también en otros sistemas de opresión, como el clasismo, el racismo o el capacitismo (Johnson, 2013).